# Bryan Lerg
Bryan Lerg (Livonia, 20 gennaio 1986) è un ex hockeista su ghiaccio statunitense, che militava come attaccante.
È cugino di Jeff Lerg, anch'egli giocatore di hockey su ghiaccio.